# Danmark i olympiska vinterspelen 1948
Danmark deltog i olympiska vinterspelen 1948. Detta var Danmarks första olympiska vinterspel. Truppen bestod av: Per Cock-Clausen, 35 år och Aage Justesen, 30 år.

## Resultat

### Konståkning
- Singel herrar
  - Per Cock-Clausen - 16

### Hastighetsåkning på skridskor
- 5 000 m herrar
  - Aage Justesen - 29